# Windows 8
Windows 8 es una versión descontinuada de Microsoft Windows, línea de sistemas operativos desarrollada por Microsoft, que fue usada en computadoras personales, incluidas computadoras de escritorio en casa y de negocios, computadoras portátiles, netbooks, tabletas, servidores y centros multimedia. Su principal cambio fue la polémica decisión de eliminar el Menú Inicio existente desde Windows 95 como estándar de facto en cómo presentar aplicaciones en interfaces gráficas. Y además, agregó nuevas aplicaciones como Contactos, Mensajes, Calendario, Finanzas, Microsoft Store, Mapas, Deportes, Noticias, Vuelos, Juegos, Música y Videos. 
Añadió soporte para microprocesadores ARM, además de los microprocesadores tradicionales x86 de Intel y AMD. Su interfaz de usuario ha sido modificada para hacerla más adecuada para su uso con pantallas táctiles, además de los tradicionales ratón y teclado. El efecto Aero Glass de su predecesor Windows 7 nunca estuvo presente en este sistema operativo, siendo reemplazado por nuevos efectos planos para ventanas y botones con un color simple.
El 18 de octubre de 2013, Microsoft lanzó una actualización gratuita al sistema: Windows 8.1. Incluye nuevas características de personalización, interfaz y rendimiento, sin embargo, no es una nueva versión de Windows, siendo Windows 10 el verdadero sucesor de Windows 8. Windows 10 fue presentado el 29 de julio de 2015, este sistema fue orientado a integrar de una mejor forma el sistema operativo en todos los dispositivos, desde ordenadores, tabletas y hasta teléfonos inteligentes, destacando el regreso de uno de sus elementos más característicos, el ausente Menú Inicio.

## Pantalla Azul de la Muerte (BSOD)
Desde Windows 8, Microsoft rediseñó la clásica Blue Screen of Death (BSOD) con un enfoque más minimalista y visualmente amigable. El nuevo diseño incluye una carita triste, un mensaje breve indicando que "su PC tuvo un problema y necesita reiniciarse", y un código de error técnico para diagnóstico.

### Características destacadas
- Diseño simplificado: fondo azul plano, tipografía clara y emoticono triste.
- Código QR (introducido en Windows 8.1): permite escanear con dispositivos móviles para obtener más información sobre el error.
- Códigos comunes: CRITICAL_STRUCTURE_CORRUPTION, DRIVER_POWER_STATE_FAILURE, MEMORY_MANAGEMENT, entre otros.
- Registro de eventos: los errores BSOD se almacenan en el Visor de eventos y pueden analizarse con herramientas como WhoCrashed o BlueScreenView.

### Contexto técnico
Windows 8 introdujo cambios en el núcleo del sistema que, si bien mejoraron el rendimiento, también generaron incompatibilidades con ciertos controladores heredados. Esto provocó un aumento temporal en los reportes de BSOD, especialmente durante actualizaciones a 8.1 o instalaciones en hardware no certificado.

### Imagen representativa

Pantalla azul de Windows 8 con diseño minimalista y emoticono triste.

## Historia y desarrollo

### Primeros anuncios
El desarrollo de Windows 8 comenzó antes de que Windows 7 fuera lanzado en 2009. En enero de 2011, en el Consumer Electronics Show (CES), Microsoft anunció que Windows 8 añadirá soporte para Procesadores ARM, además de los tradicionales x86 de Intel y AMD.
El 1 de junio de 2011, Microsoft
reveló la interfaz de Windows 8 además de características nuevas en laei Computex 2011 en Taipéi (Taiwán) por Mike Angiulo y en la D9 conference en California (Estados Unidos) por Julie Larson-Green y el presidente de Microsoft Windows Steven Sinofsky.
Un mes antes de que la conferencia BUILD se llevara a cabo, Microsoft abrió un blog llamado «Building Windows 8» para usuarios y desarrolladores el 15 de agosto de 2011.

### Developer Preview
Microsoft reveló nuevas características y mejoras de Windows 8 durante el primer día de la conferencia BUILD el 13 de septiembre de 2011. Microsoft también lanzó la Windows Developer Preview (compilación 8102) de Windows 8 el mismo día, la cual incluyó SDKs y herramientas de desarrolladores (tales como Visual Studio Express y Expression Blend) para desarrollar aplicaciones para la nueva interfaz de Windows 8. Según Microsoft, hubo más de 500 000 descargas de la Developer Preview durante las primeras 12 horas de lanzamiento. La Developer Preview también introdujo la pantalla de Inicio. El botón Inicio en el escritorio abría la pantalla de Inicio en vez del menú Inicio.
El 16 de febrero de 2012, Microsoft decidió posponer la fecha de expiración de la Developer Preview. Originalmente fijada para expirar el 11 de marzo de 2012, ahora expiraría el 15 de enero de 2013.

### Consumer Preview
El 29 de febrero de 2012, Microsoft lanzó la Consumer Preview de Windows 8, la versión beta de Windows 8, compilación 8250. Por primera vez desde Windows 95, el botón Inicio ya no está presente en la barra de tareas, aunque la pantalla de Inicio todavía se abre al hacer clic en el rincón inferior izquierdo de la pantalla y al hacer clic en Inicio en la denominada barra Charm. El presidente de Windows Steven Sinofsky dijo que más de 100.000 cambios se habían hecho desde el lanzamiento de la Developer Preview. El día después de su lanzamiento, la Consumer Preview había sido descargada más de 1 millón de veces. Al igual que la Developer Preview, la Consumer Preview expiró el 15 de enero de 2013.

### Release Preview
En la conferencia Developers Day en Japón, Steven Sinofsky anunció que la Release Preview de Windows 8 (compilación 8400) sería lanzada durante la primera semana de junio. El 28 de mayo de 2012, la Release Preview de Windows 8 (Edición x64 en chino simplificado estándar, edición no específica para China, compilación 8400) se filtró en varios sitios chinos y de BitTorrent. El 31 de mayo de 2012, la Release Preview fue lanzada al público por Microsoft.
Los cambios más grandes en la Release Preview fueron la adición de las aplicaciones Deportes, Viajes y Noticias, junto a una versión integrada de Adobe Flash Player en Internet Explorer. A diferencia de las versiones preliminares anteriores, la Release Preview expirará un día después, el 16 de enero de 2013.

### Versión definitiva

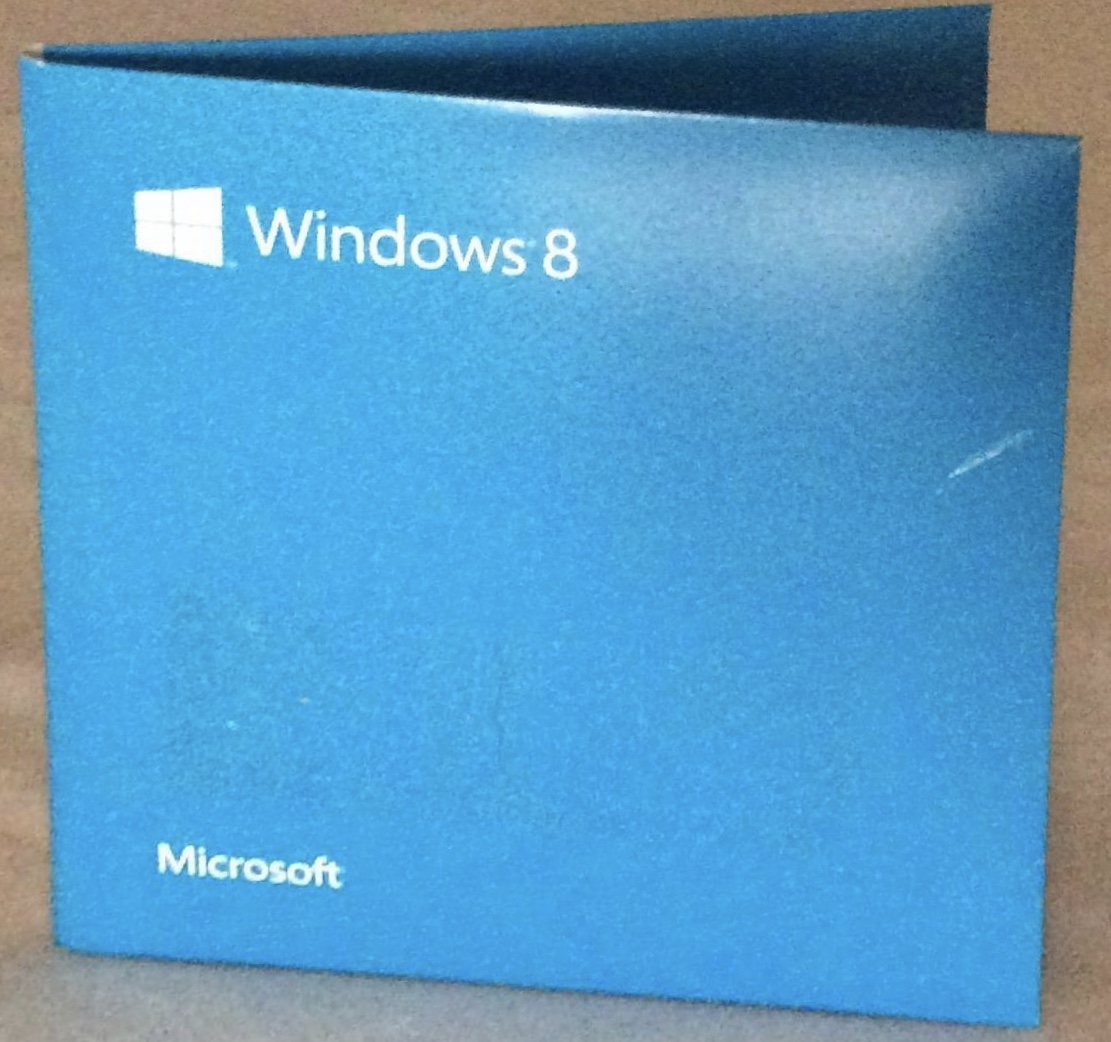
Windows 8 Pro DVD

El 1 de agosto de 2012, se anunció que la versión RTM de Windows 8 (compilación 9200) ya estaba lista. Un día después de este anuncio, una copia de la versión final de Windows 8 Enterprise N (producida para mercados europeos) se filtró en la web y varios días después también se habían filtrado ediciones Professional y Enterprise ambas de 32 y 64 bits. El 15 de agosto de 2012, Windows 8 comenzó a estar disponible para su descarga para suscriptores de MSDN y TechNet. Windows 8 también se hizo disponible a clientes de Software Assurance el día siguiente. Windows 8 estuvo disponible para descarga de estudiantes (con una suscripción de DreamSpark Premium) el 22 de agosto de 2012, antes de lo anunciado.
Microsoft lanzó Windows 8 para su disponibilidad general el 26 de octubre de 2012.
Relativamente pocos cambios fueron hechos con respecto a la Release Preview en la versión final. Un tutorial explicando cómo usar la nueva interfaz Metro fue incluido, y el escritorio fue sutilmente cambiado para estar más en línea con la interfaz Metro. Algunas aplicaciones incluidas también fueron cambiadas.
El presidente de Intel informó a sus empleados que Windows 8 aún no estaba preparado para lanzarse al público debido a los bugs y que esto perjudicaría a Microsoft.

## Características

Esquema de la pantalla de inicio de Windows 8.

- El cambio más resaltante fue la Pantalla de Inicio una nueva colorida interfaz encima del escritorio clásico, esta pantalla fue el método primario para abrir apps, sitios web e información de redes sociales con las apps adecuadas. Esta interfaz tuvo el nombre clave de Modern UI, Metro UI o solo Inicio. La interfaz ModernUI fue descrito como la antítesis de un usuario avanzado por uno de sus diseñadores.[31] Se podía abrir el escritorio pulsando en su propio icono, y usar el mismo fondo de pantalla del escritorio en la pantalla de inicio. Esta interfaz se desactivaba cuando la resolución de pantalla era inferior a 1024x768. Cuando se utiliza una PC con dos monitores, Metro solo está disponible en un monitor mientras que el otro tiene el Escritorio clásico.

Inicio también trajo como novedad Apps, que fueron utilidades exclusivas de Windows 8, ocupando toda la pantalla y pudiendo acoplarse hasta 4 en la misma pantalla. Fue posible cerrarlas con una X en la parte superior derecha. También se podían alternar con Alt+Tab ↹, tanto modernas como escritorio clásico en caso de pantallas táctiles se tocaba la esquina superior izquierda de la pantalla. Sus iconos eran rectangulares o cuadrados, grandes y pequeños; agrupados y mostraban notificaciones. Estas apps modernas se cerraban por sí mismas luego de unos minutos de inactividad (un truco para forzar el cierre de una app, fue mover el puntero del ratón [o los dedos] al borde superior de la pantalla y deslizarlo hacia abajo).
- Menú Inicio: Este elemento fue eliminado y su función la suple la Pantalla Inicio y la barra de Charm, la cual tiene una lista de cinco comandos: Búsqueda, Compartir, Botón alternar Escritorio Clásico e Inicio, Dispositivos y Configuración.[32] El sistema de listas que lo caracterizó fue rediseñado para presentar, en primer plano, los programas instalados; y en el segundo, la lista completa de programas y comandos. El 2 de abril de 2014, Microsoft reconoció el error de la eliminación del menú de inicio y anunció que lo volverían a implementar en la siguiente versión de Windows.[33]
- Internet Explorer 10: Aparte de incluirse como aplicación táctil, también se dispuso como aplicación de escritorio; y soportó HTML5 y CSS3, incluyendo una plataforma como Adobe Flash Player.
- OneDrive: Hubo una App para ver rápidamente los archivos en OneDrive ｢antes Skydrive｣.[34]
- Configuración de PC: Una app metro para cambiar opciones sobre Pantalla Inicio, como colores y notificaciones.
- Pantalla de bloqueo: Personalizable por el usuario que transmite notificaciones y protege el equipo contra el uso no autorizado. Además de fecha y hora, solo seis apps como máximo pueden mostrar sus notificaciones aquí. Para quitarlo se tiene que arrastrar hacia arriba con el ratón o el dedo.

Aparece pulsando ⊞ Win+L y antes de iniciar sesión, este último comportamiento solo se desactiva en Editor de Políticas de grupo (gpedit.msc)

### Cambios en el escritorio clásico
- El explorador de archivos tiene una interfaz que deja al alcance del ratón (o de los dedos en una pantalla táctil) funciones antes escondidas. Se mantuvo la barra de tareas de Windows 7 pero sus notificaciones se movían a la esquina superior derecha.
- Controladores nativos para leer y escribir discos Blu-ray de datos (BD-R); en contraparte, Windows Media Player ya no tiene soporte para DVD.
- Gadget y barra lateral: Los gadgets, pequeñas apps para notificar acciones y RSS debutaron en Windows Vista y siguieron existiendo en Windows 7; pero en esta edición fueron suprimidos completamente en pro de las aplicaciones, debido a serias vulnerabilidades en los mismos.[35]
- Los mensajes arcaicos (incluyendo la Pantalla azul de la muerte, la comprobación de disco y las actualizaciones) fueron modernizados con fuentes más suaves y diseños sencillos.
- Algunas versiones admitieron la característica Windows To Go.
- Compatibilidad natural con USB 3.0, además de soporte para versiones anteriores.
- Los siguientes programas fueron eliminados de la instalación: Windows DVD Maker (creación de DVD caseros), Windows Media Center (administración de multimedia y televisión), Maletín (sistema de sincronización de archivos; perdido aunque recuperable) y Juegos (incluyendo Chess Titans, Mahjong Titans, Purble Place, Buscaminas, Corazones y las dos versiones de Solitario).
- Windows Media Center ya no se incluyó en Windows de forma predeterminada, y ninguna versión lo tiene. No obstante, se promocionó la solicitud del mismo de forma gratuita con una nueva clave de producto, la cual venció y después tuvo un costo de 160 € para Pro Pack y 100 € para Media Pack Center, en Europa.[36]
- Los juegos ya no se instalaron por determinado con Windows 8. No obstante, se pudieron disponer en la plataforma Xbox a través de la Cuenta Microsoft,[37] donde se había ampliado el catálogo, además de poder instalar juegos independientes desde la Tienda Windows.[38]
- Imágenes de disco: A partir de este sistema operativo, es factible «montar» imágenes de disco cual unidades virtuales.
- Sincronización: Como en Microsoft Office 2013, Windows 8 permitió que la configuración y preferencias de usuario se mejorasen con el uso de la cuenta Microsoft; lo que permitió transportar la configuración en cualquier computadora.
- Historial de archivos: Esta función centralizó la función «Versiones previas» presentado en Windows 7, haciendo regularmente copias de las librerías a una memoria USB o un disco duro externo;[39] esta característica no está relacionado con Imagen del sistema. Además se puede restaurar copias de seguridad de Windows 7, en la sección Recuperación de archivos Windows 7.
- Paint: Aunque la herramienta de dibujo de Windows aún existe al instalarse, se produjo una nueva aplicación de nombre «FreshPaint», la cual amplió y modernizó el sistema de dibujo.
- Interfaz Ribbon: El sistema de menús con comandos, presentada primero en Office 2007 y mejorada en Office 2010, sigue siendo parte del Explorador de Windows en versiones actuales. Al igual que en la suite ofimática, aparecen nuevas pestañas con funciones características del tipo de carpeta.

## Herramientas remodeladas o retiradas
- El administrador de tareas ha sido rediseñado, mostrando ahora información relevante sobre el CPU, consumo de memoria por parte de las aplicaciones y actividad del disco duro, además de poder iniciar y detener servicios. Versiones anteriores carecían de esta característica, y el usuario debía de ir a las herramientas administrativas.
- Con el fin de simplificar Windows, esta edición carece de un administrador de perfiles de redes inalámbricas. Los usuarios avanzados que necesiten de esta característica deberán hacer uso de la utilidad de línea de comandos netsh wlan.[40]
- Los Controles Parentales fueron remplazados por Microsoft Family Safety.
- Windows CardSpace fue eliminado en virtud de U-Prove.[41]
- Windows Defender tuvo la mayor cantidad de cambios: además de desactivarse automáticamente al instalarse otro antispyware, después fue parte del Centro de Actividades.
- CHKDSK, que en Windows XP adoptó el diseño del sistema y en Windows 8 simplemente era de color negro, ya no mostró el sector analizado; simplemente muestra el porcentaje (como en la instalación de actualizaciones).
- El modo Windows XP, que ejecutaba Windows XP dentro del sistema operativo sede, fue retirado.
- Los reportes de error creados tras un percance con la pantalla azul de la muerte, ya no mostraba un listado de número hexadecimales.[42]
- Para capturar la pantalla en Windows 8 en una tableta, había que presionar el botón del logotipo de Windows+botón para bajar el volumen.[43]
- Windows Aero: Esta característica presentada inicialmente en Windows Vista, para bordes de ventanas traslúcidas y animaciones al abrir y cerrar ventanas entre otras funciones dejó de existir, ya que era incongruente con los lineamientos del concepto Modern UI. Solo los íconos del escritorio, el explorador de Windows y el Panel de Control conservan la apariencia de Aero.

### Logo
El 19 de febrero de 2012, Microsoft oficialmente desveló el nuevo logo que se adoptará con Windows 8.

Diseñado por la socia de Pentagram Paula Scher, el logo de Windows 8 fue cambiado para asemejarse a un set de cuatro paneles de ventanas. Adicionalmente, el logo entero consiste de un solo color sólido que dependerá del tema elegido por el usuario.

## Ediciones
El 16 de abril de 2012, Microsoft anunció que Windows 8 estará disponible en cuatro ediciones principales. Windows 8 y Windows 8 Pro estará disponible para la venta a los consumidores en la mayoría de los países. Las otras ediciones no están disponibles en el comercio minorista. El nuevo Windows RT solo está disponible preinstalado por los fabricantes de dispositivos basados en ARM (principalmente tabletas ofimáticas), mientras que la edición Enterprise solo estará disponible mediante licencias por volumen.

## Requisitos del hardware
Los requisitos del sistema de Windows 8 son similares a los de Windows 7:
| Arquitectura    | 32 bits                                                                       | 64 bits                                                                       |
| Procesador      | 1 GHz o más rápido, compatible con PAE, NX y SSE2                             | 1 GHz o más rápido, compatible con PAE, NX y SSE2                             |
| Memoria RAM     | 1 GB de RAM                                                                   | 2 GB de RAM                                                                   |
| Tarjeta gráfica | Dispositivo de gráficos DirectX 9 con soporte de controladores WDDM 1.0       | Dispositivo de gráficos DirectX 9 con soporte de controladores WDDM 1.0       |
| Disco duro      | 16 GB de espacio libre                                                        | 20 GB de espacio libre                                                        |
| Pantalla        | capacitiva (opcional) para aprovechar la entrada táctil y 1024x768 de tamaño. | capacitiva (opcional) para aprovechar la entrada táctil y 1024x768 de tamaño. |

## Requisitos adicionales para usar algunas características

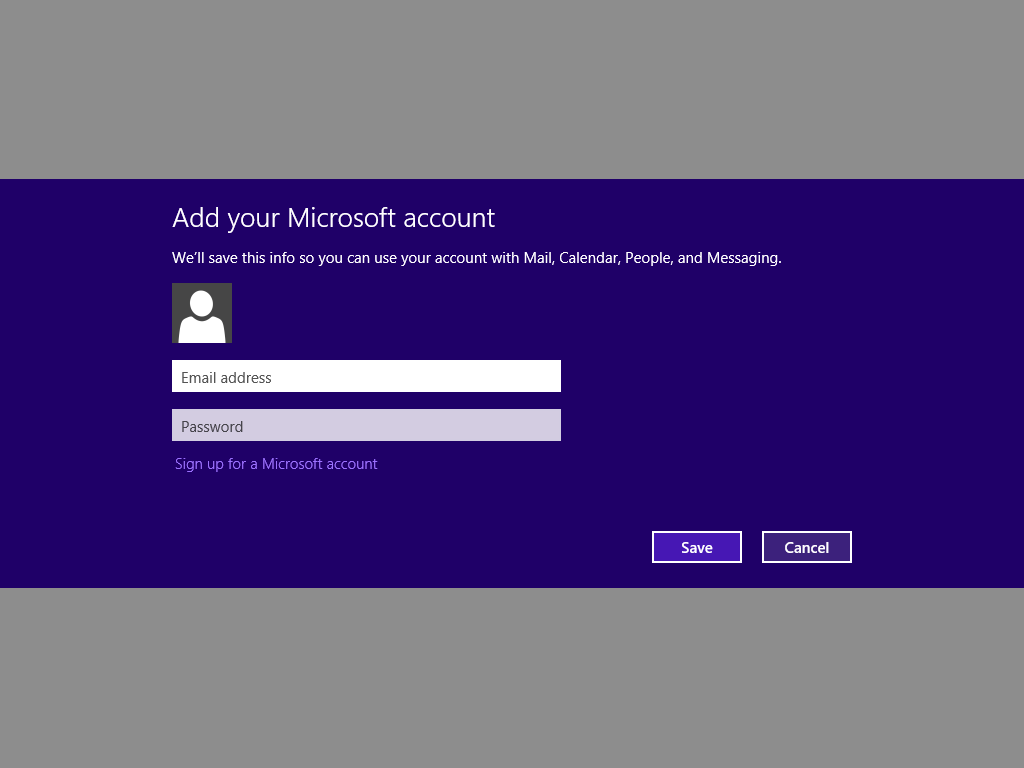
Panel de dialógo de una cuenta de Microsoft en Windows 8

* Para el uso táctil, requiere una tableta o un monitor que sea compatible con la función multitouch.
- Para acceder a la Tienda Windows y descargar y ejecutar aplicaciones, se requiere una conexión a Internet activa y una resolución de pantalla de al menos 1024 x 768.
- Para acoplar aplicaciones, se requiere una resolución de pantalla de al menos 1366 x 768.
- Para un arranque seguro se requiere firmware compatible con UEFI v2.3.1 Errata B y con la entidad de certificación de Microsoft Windows en la base de datos de firmas UEFI.
- Para algunas características era necesaria una cuenta Microsoft.
- Para ver DVD se requiere un software de reproducción independiente.
- BitLocker requiere el Módulo de plataforma segura (TPM) 1.2 o una unidad flash USB (solo para Windows 8 Pro).
- Client Hyper-V requiere un sistema de 64 bits con servicios de traducción de direcciones de red de segundo nivel (SLAT) y 2 GB de RAM adicionales (solo para Windows 8 Pro).
- Se requiere un sintonizador de TV para reproducir y grabar programas de televisión en directo en Windows Media Center (solo para Windows 8 Pro Pack y Windows 8 Media Center Pack).[48]

## Ofertas de actualización
El 2 de julio de 2012, Microsoft anunció que una vez que Windows 8 se encuentre disponible (que sería el 26 de octubre de 2012), a partir de esa fecha y hasta el 31 de enero de 2013 habría dos formas de actualización (una de US$ 69 y otra de US$ 39) desde cualquier versión anterior de Windows a Windows 8 Pro. Estas dos formas se sumaron a la confirmada por Microsoft a finales de mayo de 2012, en la que ofrecería a US$ 15 la actualización a Windows 8 Pro a todos los usuarios que comprasen una nueva computadora (de escritorio o portátil) con Windows 7 preinstalado en todas sus ediciones exceptuando Starter y Enterprise.
En ninguno de los anuncios o confirmaciones de estos precios promocionales se especificó que sería a largo plazo o precio fijo para la actualización a Windows 8 o Windows 8 Pro.
Anteriormente, Microsoft anunció que Windows Media Center, un programa para la reproducción de CD/DVD multimedia, no sería incluido en Windows 8, pero esta promoción permitiría a los usuarios instalar este programa de manera gratuita una vez que se complete el proceso de actualización.
La actualización de Windows 7 a Windows 8 Pro fue el proceso más sencillo para los usuarios, ya que los archivos, configuraciones y programas permanecerían intactos. Para los que se actualizaron desde Windows Vista, solo las configuraciones y los archivos personales se conservaron, a excepción de los programas. Si la actualización se realiza desde Windows XP, solo se conservaron los archivos personales (configuraciones y programas serían desechados). Los programas pudieron ser reinstalados (en el supuesto caso de que el usuario tuviera los programas de instalación ya sea en un medio físico o almacenado en el equipo, y los códigos de registro o números de serie de tales programas).
Las computadoras con Windows 7 compradas entre el 2 de junio de 2012 y el 31 de enero de 2013, pudieron registrarse y descargar la actualización a Windows 8 Pro, a través del sitio web Windows Upgrade Offer por el precio de US$ 15 hasta el 28 de febrero de 2013. El requisito para acceder a esa oferta era que el equipo tuviera que ser nuevo y adquirido entre el 2 de junio de 2012 y el 31 de enero de 2013 y que contara con un certificado de autenticidad de Windows 7 OEM válido con su clave de producto y preinstalado con cualquiera de las siguientes versiones:
- Windows 7 Home Basic
- Windows 7 Home Premium
- Windows 7 Professional
- Windows 7 Ultimate

Windows 7 Starter y Enterprise fueron las dos versiones que no accederían al precio de US$ 15 para la actualización a Windows 8 Pro. La actualización tenía que ser realizada a través de un registro en el sitio web de Windows Update Offer. Después del registro (el cual tenía que ser realizado desde la PC que califica para la oferta, ya que la misma pudo ser validada) los usuarios que se registrarían, recibirían un correo de confirmación. Una vez que Windows 8 fue publicado, los usuarios recibirían otro correo con un código de promoción y las instrucciones para la compra y descarga de la actualización a Windows 8 Pro. Dicho código sería usado durante la compra de la actualización al precio promocional de US$ 15.
Como manera opcional, pudo solicitarse la actualización en un DVD por un pago adicional (un precio estimado de US$ 15 sin incluir costos de envío; no se ha mencionado si los usuarios que paguen US$ 39 por la actualización, abonaron este suplemento); los que descarguen la actualización de Windows 8, tendrían la opción de crear su propio DVD o USB de instalación de la actualización.

### Garantía
Las actualizaciones de Windows 8 Pro obtenidas a los precios promocionales tenían 90 días de soporte sin costo por parte de Microsoft, los cuales fueron contabilizados desde el momento de la instalación y activación de Windows 8.

## Recepción crítica

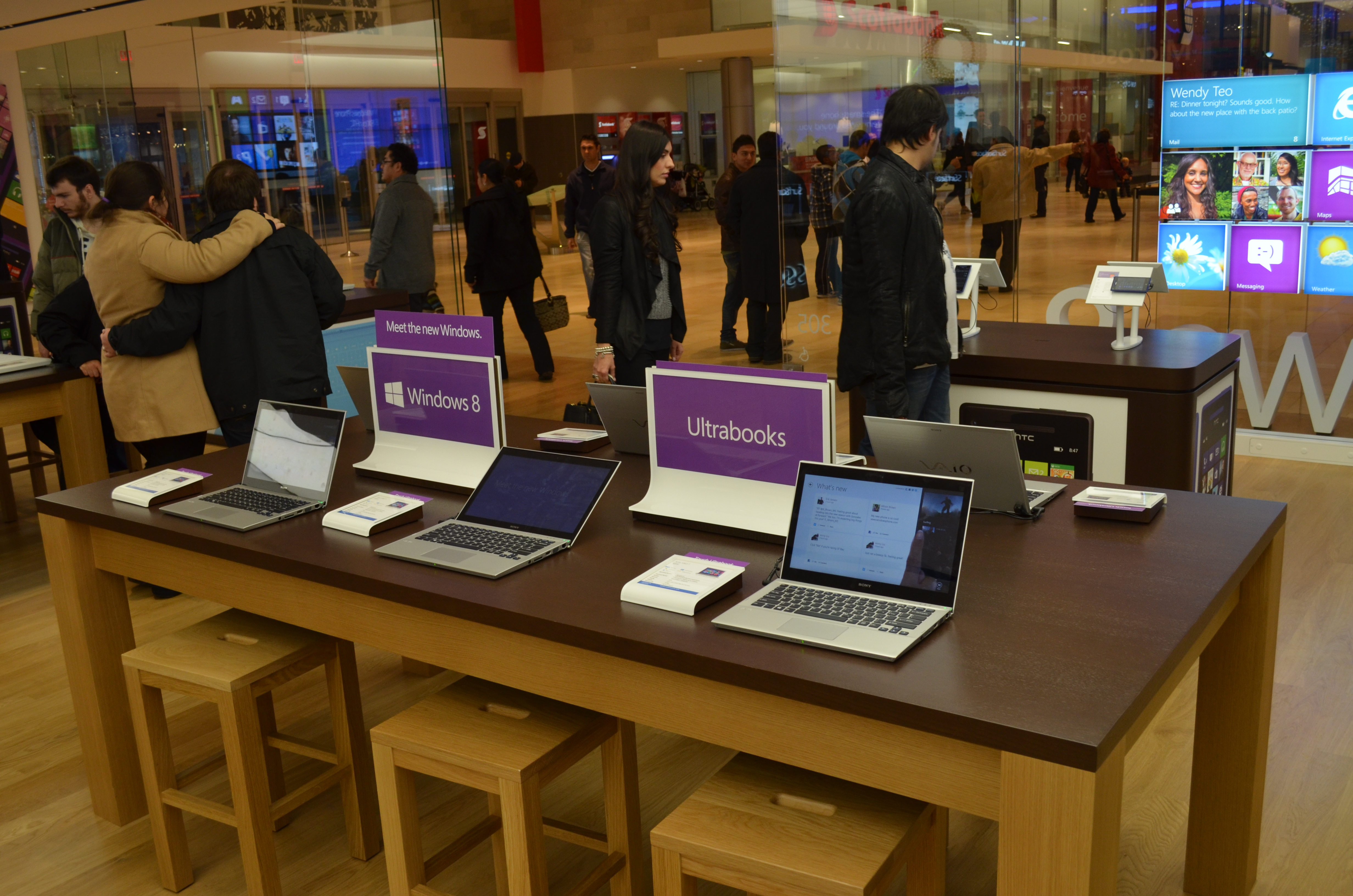
Ultrabooks con Windows 8 en una tienda Microsoft de Toronto.

Windows 8 ha recibido duras críticas desde su lanzamiento, lo que ha motivado ventas por debajo de las expectativas para la empresa desarrolladora. Incluso el propio Paul Allen, cofundador de Microsoft, ha dicho que este sistema operativo es «extraño y confuso» en un primer contacto, pero se ha mostrado confiado en que los usuarios aprenderán a «querer» la nueva versión.
The Verge pensó que el énfasis de Windows 8 en la tecnología fue un aspecto importante de la plataforma, y que los dispositivos de Windows 8 (especialmente aquellos que combinan los rasgos de las computadoras portátiles y las tabletas) «convertiría inmediatamente al iPad en algo pasado de moda» debido a las capacidades del modelo híbrido del sistema operativo y el creciente interés en el servicio de la nube. Algunas de las aplicaciones incluidas en Windows 8 fueron consideradas básicas y con carencia de una funcionalidad precisa, pero las aplicaciones de Xbox fueron elogiadas por su promoción de una experiencia de entretenimiento en multiplataforma. Otras mejoras y características (como el historial de archivos, los espacios de almacenamiento y las actualizaciones para el administrador de tareas) fueron considerados como cambios positivos. Peter Bright de Ars Technica sintió que mientras sus cambios de interfaz de usuario quizás los eclipse, la mejoría, el administrador de archivos actualizados, la funcionalidad de un nuevo almacenamiento, las características expandidas de seguridad y la actualización del Administrador de tareas de Windows 8 fueron notables mejorías positivas para el sistema operativo. Bright pensó que esa dualidad de Windows 8 hacia las tabletas y los PC tradicionales fueron un aspecto «extremadamente ambicioso» de la plataforma, pero se mantuvo crítico ante la decisión de Microsoft de emular el modelo de Apple como una plataforma de distribución donde implementa una Windows Store.
La interfaz de Windows 8 ha sido objeto de reacciones mixtas. Bright indicó que el sistema de Edge UI del puntero y desplazamiento «no fueron muy obvios» debido a la carencia de instrucciones proporcionadas por el sistema operativo en las funciones accedidas a través de la interfaz del usuario, incluso por el manual de vídeo añadido en el lanzamiento del RTM (que solamente instruye a los usuarios a apuntar las esquinas de la pantalla y el toque de sus lados). A pesar de este «obstáculo» autodescrito, Bright aclara que la interfaz de Windows 8 trabajó muy bien en algunos lugares, pero empezó a ser incoherente cuando se cambia entre los ambientes «Metro» y de escritorio, algunas veces a través de medios inconsistentes. Tom Warren de The Verge aclaró que la nueva interfaz fue «asombrosa como sorprendente», contribuyendo a una experiencia «increíblemente personal» una vez que es personalizado por el usuario. Al mismo tiempo, Warren vio que la interfaz tiene una empinada curva de aprendizaje, y fue difícil de usar con un teclado y un ratón. Sin embargo, se señaló que, si bien obliga a los usuarios a utilizar la nueva interfaz con una utilidad más táctil, fue un movimiento arriesgado para Microsoft en su conjunto, que era necesario con el fin de impulsar el desarrollo de aplicaciones para el almacén de Windows.
Dos notables desarrolladores de videojuegos criticaron a Microsoft por adoptar una aplicación de jardín vallado similar a otras plataformas de móviles con la introducción de la Windows Store —ya que sentían que estaba en conflicto con la visión tradicional de la PC como una plataforma abierta, debido a la naturaleza cerrada de la tienda y los requisitos de certificación para la compatibilidad y la regulación de los contenidos. Markus «Notch» Persson se negó a aceptar una ayuda de un desarrollador de Microsoft para certificar su popular videojuego Minecraft para la compatibilidad de Windows 8, replicando con una petición para la compañía a «cesar de intentar arruinar la PC como una plataforma abierta». Gabe Newell (cofundador de Valve Corporation que desarrolló el software Steam) describió a Windows 8 como «una catástrofe para cualquiera en el espacio de la PC» debido a la naturaleza cerrada del Windows Store.
Adrian Kingsley-Hughes de ZDNet escribió: «El mayor problema con Windows 8 es que no ha nacido de la necesidad o demanda. Sus fallos de diseño, particularmente con la interfaz Metro, probablemente serán su derrota.»
El conocido emprendedor y profesor del MIT Philip Greenspun dijo que Windows 8 es «Un regalo de Navidad para alguien que odias.»
Gartner recomendó a las empresas migrar a Windows 7 en lugar de Windows 8. Ya que Windows 8 tuvo pocas mejoras con respecto a Windows 7 y seria necesario formar a los usuarios sobre la nueva interfaz.
Algunos países, como China, ya han prohibido que la administración compre este sistema operativo.

### Acogida
Windows 8 recibió una baja acogida por parte de la mayoría de usuarios, a pesar de que Microsoft anunció vender 40 millones de licencias de Windows 8 un mes después de su lanzamiento. Las primeras ventas fueron incluso más bajas que las que tuvo Windows Vista, versión lanzada en 2006 y que recibió severas críticas, convirtiéndose en un fracaso para la compañía.
Según Net Applications, Windows 8 superó la cuota de mercado de Windows Vista en julio de 2013, llegando a un 5.1% de usuarios.
En enero de 2014, HP comenzó a sacar equipos nuevos con Windows 7 pre-instalado debido a "demanda popular". Otros fabricantes de computadoras como Dell, Lenovo y Toshiba hicieron lo mismo. En abril del mismo año, según Net Applications, Windows 8 seguía siendo ampliamente superado por Windows 7 y Windows XP, (el cual finalizaba su soporte el 8 de abril). Para diciembre de 2014, según el mismo sitio web, Windows 8 sumaba un 5,26% según StatCounter.
En marzo de 2015, Windows 8 tenía una cuota de adopción de 3,52% y Windows 8.1 un 10,55% y en junio de 2015 ambas ediciones llegaron a un 16,02% de cuota de mercado superando a Windows XP que, trece años y medio después de su lanzamiento, aún tenía un 11,98%, pero muy lejos de Windows 7 que tenía un 60,98%.
La cuota máxima de uso de Windows 8 sin tener en cuenta a Windows 8.1 fue en diciembre de 2013 (9,08% según StatCounter) y resultó ser mucho más baja que la cuota de mercado máxima de Windows Vista (18,83% en octubre de 2009).
En marzo de 2025, Windows 8 tiene una cuota de mercado del 0,24% según StatCounter, siendo aun superado por Windows XP(0,33%) y por Windows 7(2,22%)

## Fin de soporte

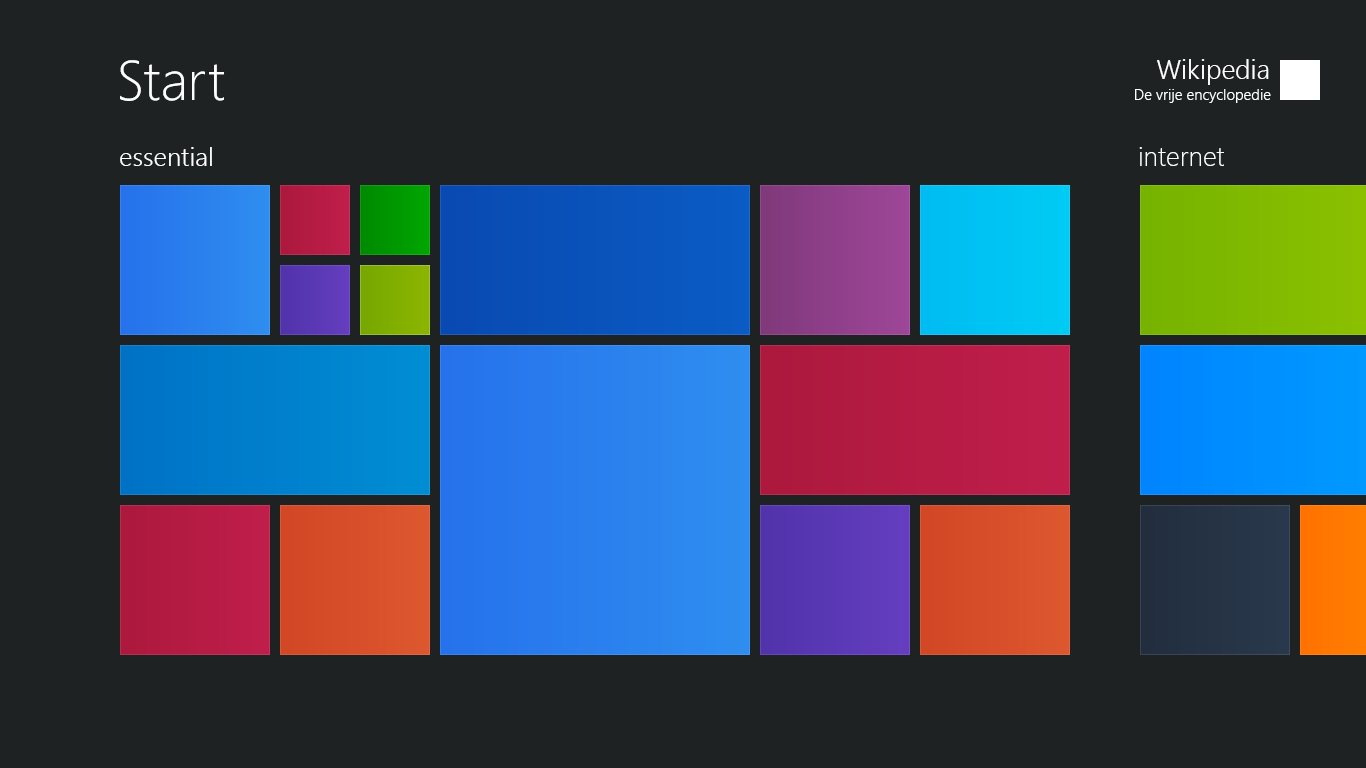
Pantalla de inicio de Windows 8 sin logotipos ni texto en las aplicaciones.

El 18 de octubre de 2013, Microsoft lanzó la actualización gratuita y migración definitiva a Windows 8.1, estando disponible en la Tienda Windows como un reemplazo de los Service Pack lanzados desde Windows NT 3.1 hasta Windows 7. 2 años y 3 meses después, el día 12 de enero de 2016, Microsoft anunció que Windows 8 había llegado al fin de su soporte, tanto estándar como extendido, dejando únicamente a Windows 8.1 con soporte. Es probable que esta decisión se haya debido a la baja cuota de uso que el sistema presentaba antes de finalizar el soporte(3,52% en diciembre de 2015)